# Misiones Football Club
El Misiones Football Club era un equipo uruguayo de fútbol fundado en 1906 en la estación Pocitos. En 1980 se fusionó con su vecino Miramar, formando el actual Club Sportivo Miramar Misiones.

## Historia
Misiones F.C. fue fundado un 26 de marzo de 1906 en la zona de la estación Pocitos. Su nombre se debe a la calle "Misiones". La camiseta, a franjas verticales negras y rojas, referenciaba al anarquismo.

### Era amateur: 5 temporadas en Primera
En esos primeros años de amateurismo, Misiones tuvo un destaque importante. Se incorporó a la Divisional Tercera Extra, para ascender a Intermedia (2ª categoría) en 1916 y en 1917 proclamarse campeón de la misma y lograr llegar a Primera División. Sólo un año permanece en la divisional de privilegio para descender nuevamente a Intermedia, donde se mantuvo hasta el año 1921. En ese año se produce el "cisma del fútbol uruguayo” donde Misiones abandona la Asociación y se une a la nueva Federación. 
Luego del “Laudo Serrato” se conformó lo que se llamó “Consejo Provisorio” donde Misiones clasificó entre los primeros equipos participantes (de la Serie B) clasificándolo -en su regreso a la AUF- para jugar en Primera División en 1927, manteniéndose en la categoría de élite hasta la finalización del régimen amateur. En el año 1931 (último del amateurismo) Misiones logra su mejor ubicación histórica en la tabla de posiciones finalizando el campeonato en la 6ª posición.

### Exclusión del fútbol profesional
En 1932, se plasmó el pasaje del fútbol uruguayo desde el amateurismo al profesionalismo, formándose una Liga Uruguaya de Football Profesional conformada por equipos profesionales, mientras que el resto de las instituciones se agruparon en las competiciones de la Liga Uruguaya de Football Amateur.
En la prensa de aquellos días, se anunciaba el llamado para participar en la fundación de la Liga Profesional a 8 instituciones en una reunión a realizarse en la sede del club Central. En ella se dejaba de lado no sólo a Misiones, sino también a Racing, Olimpia y Capurro. Al pedido de Misiones para participar del profesionalismo, la contestación del resto de los clubes fue que debía fusionarse con Racing, tal cual lo harían Olimpia con Capurro (formando el Club Atlético River Plate). La asamblea de socios de Misiones no aceptó dicha medida; Racing posteriormente si participó del torneo, pero no así Misiones. Ese año Misiones fue el campeón de la Primera División de la Liga Amateur.

### Trayectoria en el ascenso (1942-1979) y fusión
En 1942 se forma la Primera B (segunda categoría profesional) y tiene al Sportivo Miramar (futuro socio) como campeón, logrando el ascenso a Primera División, pero por su parte Misiones con solo 6 puntos, producto de una victoria, cuatro empates y nueve derrotas, desciende a la Divisional Intermedia.
En 1947 los resultados no acompañan y el equipo desciende a la Divisional Extra (cuarto nivel), donde recién en 1953 se logra el ascenso a Intermedia. En 1960 se logra otro ascenso, esta vez a Primera B, venciendo a Boston River en dos finales, donde se permanece hasta el año 1965, donde nuevamente se retorna a la Divisional Intermedia. En 1971 se obtiene la Intermedia, pero solo se mantiene una sola temporada en la Primera B. En 1974, el viejo Misiones logra obtener el campeonato de la Primera C: el 23 de noviembre en el Parque Central, en la última fecha del Campeonato, goleó 5-0 a La Luz (equipo que finalizó segundo) y ascendió nuevamente a la B.
Finalmente, en 1977 el equipo nuevamente desciende a la “C” y los últimos años estuvo en una situación de declive constante. El 25 de junio de 1980 se llegó a un acuerdo con el vecino Sportivo Miramar (que había logrado el ascenso a Primera División) y se conformó el Club Sportivo Miramar Misiones, el cual continúa esta historia.

## Uniforme
- Uniforme titular: Camiseta a rayas verticales rojas y negras, pantalón negro y medias negras.

## Estadio

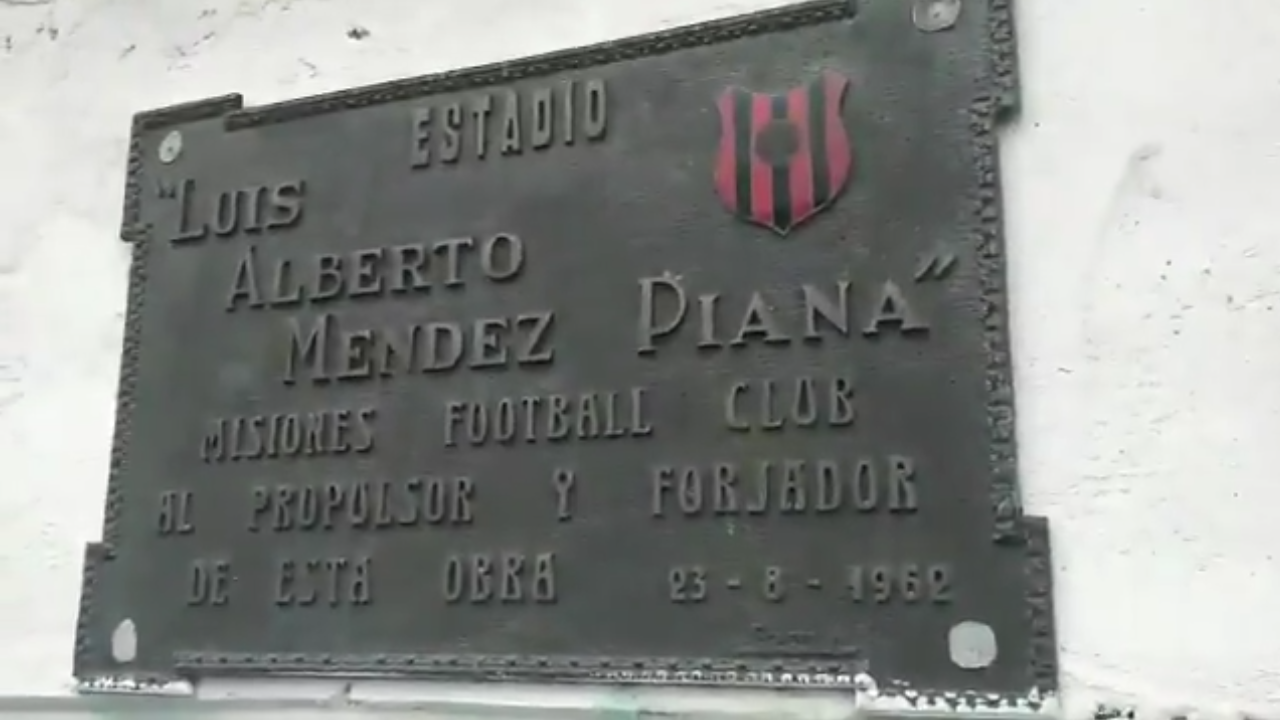
Placa conmemorativa del estadio con el escudo de Misiones.

Misiones inauguró su nuevo estadio, el “Luis Mendez Piana” en 1958 con un partido internacional frente al Guarany de Bagé brasileño, derrotándolo por 6 a 2. El Méndez Piana actualmente es el estadio de Miramar Misiones.

## Palmarés

### Torneos nacionales
- Segunda División Amateur (1): 1974.
- Divisional Intermedia (2): 1917 y 1971.
- Divisional Extra (1): 1953.